# Synema aequinoctiale
Synema aequinoctiale là một loài nhện trong họ Thomisidae.
Loài này thuộc chi Synema. Synema aequinoctiale được Władysław Taczanowski miêu tả năm 1872.